# Christlieb von Clausberg
Christlieb von Clausberg (auch Claussberg; * 27. Dezember 1689 in Danzig; † 6. Juni 1751 in Kopenhagen) war ein deutscher Mathematiker.
Der aus einer jüdischen Familie stammende Clausberg wurde 1719 vom Studium an der Universität Altdorf relegiert. Bis zu seiner Konversion zum evangelischen Glauben 1729 war er in seiner Geburtsstadt Danzig Lehrer für Hebräisch und Rechnen. Ab 1729 war er Rechenmeister in Leipzig, Hamburg und Lübeck. 1733 ging Clausberg als Lehrer des dänischen Kronprinzen nach Kopenhagen, wo er später, ab 1740, als Staatsrat die private Kasse König Christians VI. verwaltete. 1746 wurde er aus dem Staatsdienst entlassen.
Clausberg, der als einer der besten Rechner seiner Zeit galt, setzte sich für eine Reform des zeitgenössischen Mathematikunterrichts ein, in den er auch praktische Anwendungen wie Münzwesen und kaufmännische Berechnungen wie den Zinseszins einbezog. Sein Werk Demonstrative Rechenkunst erschien zuerst 1732 und wurde mehrmals, auch noch nach seinem Tod, neu aufgelegt.

## Schriften
- C. von Clausbergs Demonstrative Rechenkunst, Oder Wissenschaft, gründlich und kurz zu rechnen, Worinnen nicht nur sowohl die gemeinen, als allerhand vortheilhafte Rechnungs-Arten überhaupt, nebst sehr compendiösen Proben, Sondern auch die Wechsel-Arbitragen- und andere Kaufmännische Rechnungen auf eine sonderbare, kurze Manier gründlich und deutlich glehret, Anbey eine Beschreibung der Europäischen Münzen, Wechsel-Arten und Usanzen, auch Vergleichung der Gewichte und Ellen-Maasse, Nicht weniger Die wahre Berechnung des Interusurii, wie auch unterschiedene andere Mathematische und curiöse Rechnungen, imgleichen eine Probe einer bis auf 32 Ziffern verfertigten neuen Logarithmischen Tabelle u. zum Nutzen dargestellet wird. in vier Theilen abgefasset. Breitkopf, Leipzig 1732 (online).
4. Auflage 1772, 5. Auflage 1795.
- Gespräche in dem Reiche der Wahrheit, zwischen einem Dänen, Lüneburger, und einigen Hamburgern, die von dieser Stadt im Jahr 1726 eingeführten Müntz-Neuerungen, und nun zu derselben vermeyntlichen Rechtfertigung in einer neulich publicirten Nachricht vorgegebene Billigkeit und allgemeine Nutzbarkeit betreffend ... [Ohne Ort], 1735.